# 甘揆
甘 揆（朝鮮語: 감규）は、中国元の文官であり、朝鮮氏族の檜山甘氏の始祖である。
中国元の翰林学士であり、至正9年（1349年）に魯国公主が恭愍王に降嫁される時に媵臣（嫁にいく女の付き人）として高麗に入国、高麗から門下侍郎平章事の官職を与えられ、延陵君に封ぜられ、高麗に帰化した。
甘揆の16代子孫は、金紫光禄大夫に任命され、檜山君に封ぜられた甘喆である。